# 1. Fußball-Club Kaiserslautern 1985-1986
Questa voce raccoglie le informazioni riguardanti il 1. Fußball-Club Kaiserslautern nelle competizioni ufficiali della stagione 1985-1986.

## Stagione
Nella stagione 1985-1986 il Kaiserslautern, allenato da Hans Bongartz, concluse il campionato di Bundesliga al 11º posto. In Coppa di Germania il Kaiserslautern fu eliminato ai quarti di finale dal Bayern Monaco.

## Rosa
| N. |                     | Ruolo | Calciatore        |
| -- | ------------------- | ----- | ----------------- |
|    | Germania (bandiera) | P     | Gerald Ehrmann    |
|    | Germania (bandiera) | P     | Thomas Graf       |
|    | Germania (bandiera) | P     | Michael Serr      |
|    | Germania (bandiera) | D     | Gerhard Bold      |
|    | Germania (bandiera) | D     | Andreas Brehme    |
|    | Germania (bandiera) | D     | Michael Dusek     |
|    | Germania (bandiera) | D     | Herbert Hoos      |
|    | Germania (bandiera) | D     | Kurt Lang         |
|    | Polonia (bandiera)  | D     | Stefan Majewski   |
|    | Germania (bandiera) | D     | Hans-Werner Moser |
|    | Germania (bandiera) | D     | Axel Roos         |
|    | Germania (bandiera) | D     | Leo Spielberger   |

| N. |                     | Ruolo | Calciatore         |
| -- | ------------------- | ----- | ------------------ |
|    | Germania (bandiera) | D     | Denni Strich       |
|    | Germania (bandiera) | D     | Wolfgang Wolf      |
|    | Germania (bandiera) | C     | Reiner Geye        |
|    | Germania (bandiera) | C     | Tino Löchelt       |
|    | Germania (bandiera) | C     | Werner Melzer      |
|    | Germania (bandiera) | C     | Patrik Mohr        |
|    | Germania (bandiera) | C     | Markus Schupp      |
|    | Germania (bandiera) | C     | Wolfram Wuttke     |
|    | Germania (bandiera) | A     | Thomas Allofs      |
|    | Germania (bandiera) | A     | Norbert Eilenfeldt |
|    | Germania (bandiera) | A     | Bruno Hübner       |
|    | Germania (bandiera) | A     | Dieter Trunk       |

## Organigramma societario
Area tecnica
- Allenatore: Hans Bongartz
- Allenatore in seconda:
- Preparatore dei portieri:
- Preparatori atletici:

## Calciomercato

### Sessione estiva
| Acquisti | Acquisti           | Acquisti                  | Acquisti |
| R.       | Nome               | da                        | Modalità |
| -------- | ------------------ | ------------------------- | -------- |
| C        | Wolfram Wuttke     | Amburgo                   |          |
| A        | Norbert Eilenfeldt | Schalke 04                |          |
| P        | Thomas Graf        | Kaiserslautern (juniores) |          |
| P        | Michael Serr       | Landau                    |          |
| D        | Denni Strich       | Kaiserslautern (juniores) |          |

| Cessioni | Cessioni        | Cessioni              | Cessioni |
| R.       | Nome            | a                     | Modalità |
| -------- | --------------- | --------------------- | -------- |
| C        | Dieter Kitzmann | Eintracht Francoforte |          |
| P        | Armin Reichel   | TeBe Berlino          |          |

### Sessione invernale
| Acquisti | Acquisti | Acquisti | Acquisti |
| R.       | Nome     | da       | Modalità |
| -------- | -------- | -------- | -------- |

| Cessioni | Cessioni | Cessioni | Cessioni |
| R.       | Nome     | a        | Modalità |
| -------- | -------- | -------- | -------- |

## Risultati

### Bundesliga

#### Girone di andata
| Arbitro: | Correll |

|                                                   |           |            |
| Jakobs 30’ Kaltz 49’ (rig.) Magath 67’ Wuttke 88’ | Marcatori | 24’ Brehme |

| Arbitro: | Umbach |

|            |           |  |
| Brehme 73’ | Marcatori |  |

| Arbitro: | Roth |

|                                   |           |           |
| Reuter 71’ Grahammer 73’ Neun 90’ | Marcatori | 54’ Trunk |

| Arbitro: | Boos |

|                       |           |  |
| Allofs 58’ Schupp 83’ | Marcatori |  |

| Arbitro: | Kautschor |

|            |           |           |
| Kohler 67’ | Marcatori | 27’ Trunk |

| Arbitro: | Brückner |

|                                 |           |  |
| Allofs 2’ Eilenfeldt 57’ (rig.) | Marcatori |  |

| Arbitro: | Wahmann |

|                  |           |          |
| Theiss 5’ (rig.) | Marcatori | 51’ Geye |

| Arbitro: | Brehm |

|                                    |           |                   |
| Trunk 9’, 49’ Allofs 41’, 70’, 89’ | Marcatori | 69’ (rig.) Bommer |

| Arbitro: | Schlup |

|                              |           |  |
| Brehme 40’ (rig.) Allofs 74’ | Marcatori |  |

| Arbitro: | Osmers |

|                          |           |                     |
| Waas 9’ Götz 47’ Cha 87’ | Marcatori | 23’ Geye 30’ Allofs |

| Arbitro: | Ahlenfelder |

|                                  |           |  |
| Brehme 7’ (rig.), 60’ Allofs 67’ | Marcatori |  |

| Arbitro: | Wittke |

|                                   |           |  |
| Hannes 14’, 75’ (rig.) Criens 86’ | Marcatori |  |

| Arbitro: | Assenmacher |

|  |           |                         |
|  | Marcatori | 49’ Winklhofer 82’ Eder |

| Arbitro: | Broska |

|                       |           |  |
| Buchwald 1’ Pašić 27’ | Marcatori |  |

| Kaiserslautern 20 novembre 1985, ore 15:30 CET 15ª giornata | Kaiserslautern | 0 – 0 referto | Schalke 04 | Fritz-Walter-Stadion (15 844 spett.)\| Arbitro: \| Wiesel \| |
| Arbitro:                                                    | Wiesel         |               |            |                                                              |

| Arbitro: | Schütte |

|                                      |           |                       |
| Reich 2’ Heidenreich 30’ Surmann 53’ | Marcatori | 10’ Allofs 72’ Schupp |

| Arbitro: | Heitmann |

|            |           |             |
| Allofs 48’ | Marcatori | 54’ Blättel |

#### Girone di ritorno
| Arbitro: | Wahmann |

|           |           |                            |
| Trunk 78’ | Marcatori | 40’ Gründel 62’ von Heesen |

| Arbitro: | Schmidhuber |

|             |           |           |
| Gielchen 1’ | Marcatori | 8’ Wuttke |

| Arbitro: | Broska |

|  |           |                                               |
|  | Marcatori | 29’ Lieberwirth 72’ Philipkowski 84’ Eckstein |

| Düsseldorf 1º febbraio 1986, ore 15:30 CET 21ª giornata | Fortuna Düsseldorf | 0 – 0 referto | Kaiserslautern | Rheinstadion (5 700 spett.)\| Arbitro: \| Neuner \| |
| Arbitro:                                                | Neuner             |               |                |                                                     |

| Kaiserslautern 1º aprile 1986, ore 20:00 CEST 22ª giornata | Kaiserslautern | 0 – 0 referto | Waldhof Mannheim | Fritz-Walter-Stadion (24 000 spett.)\| Arbitro: \| Osmers \| |
| Arbitro:                                                   | Osmers         |               |                  |                                                              |

| Arbitro: | Correll |

|                                       |           |                       |
| Fischer 30’ Kühn 38’ Kuntz 77’ (rig.) | Marcatori | 19’ Allofs 42’ Wuttke |

| Arbitro: | Kautschor |

|            |           |              |
| Melzer 24’ | Marcatori | 82’ Kitzmann |

| Arbitro: | Zimmermann |

|                                        |           |                  |
| Eðvaldsson 23’ Raschid 44’ Klinger 68’ | Marcatori | 4’ (rig.) Wuttke |

| Arbitro: | Boos |

|                                      |           |                       |
| Wegmann 17’, 75’ Zorc 71’ Simmes 87’ | Marcatori | 70’ Melzer 76’ Allofs |

| Arbitro: | Tritschler |

|                                            |           |          |
| Brehme 37’ (rig.) Trunk 62’, 80’ Moser 87’ | Marcatori | 41’ Götz |

| Arbitro: | Weber |

|                            |           |  |
| Burgsmüller 55’ Schaaf 82’ | Marcatori |  |

| Arbitro: | Ermer |

|            |           |             |
| Melzer 79’ | Marcatori | 74’ Pinkall |

| Arbitro: | Uhlig |

|                                                         |           |  |
| Lerby 15’, 34’ Willmer 22’ Wohlfarth 37’ Rummenigge 57’ | Marcatori |  |

| Arbitro: | Pauly |

|                      |           |                                |
| Brehme 60’ Dusek 74’ | Marcatori | 20’ Sigurvinsson 73’ Klinsmann |

| Arbitro: | Schmidhuber |

|                         |           |                         |
| Hartmann 44’ Täuber 87’ | Marcatori | 5’, 82’ Allofs 8’ Dusek |

| Arbitro: | Scheuerer |

|            |           |  |
| Brehme 45’ | Marcatori |  |

| Arbitro: | Assenmacher |

|  |           |                                                          |
|  | Marcatori | 18’, 55’ Allofs 35’ Spielberger 40’ Hoos 81’, 90’ Melzer |

### Coppa di Germania
| Arbitro: | Ermer |

|                                 |           |             |
| Brehme 33’ Allofs 81’ Trunk 84’ | Marcatori | 7’ Berthold |

| Arbitro: | Werner |

|                                          |           |                   |
| Allofs 4’ Wolf 96’ Roos 110’ Brehme 116’ | Marcatori | 27’ Geilenkirchen |

| Arbitro: | Scheuerer |

|                             |           |                                                 |
| Kohnle 37’ Birner 73’, 119’ | Marcatori | 59’ Wuttke 69’ Spielberger 105’ Moser 108’ Wolf |

| Arbitro: | Roth |

|  |           |                                            |
|  | Marcatori | 41’ Matthäus 74’ Augenthaler 78’ Wohlfarth |

## Statistiche

### Statistiche di squadra
| Competizione      | Punti | In casa | In casa | In casa | In casa | In casa | In casa | In trasferta | In trasferta | In trasferta | In trasferta | In trasferta | In trasferta | Totale | Totale | Totale | Totale | Totale | Totale | DR |
| Competizione      | Punti | G       | V       | N       | P       | Gf      | Gs      | G            | V            | N            | P            | Gf           | Gs           | G      | V      | N      | P      | Gf     | Gs     | DR |
| ----------------- | ----- | ------- | ------- | ------- | ------- | ------- | ------- | ------------ | ------------ | ------------ | ------------ | ------------ | ------------ | ------ | ------ | ------ | ------ | ------ | ------ | -- |
| Bundesliga        | 30    | 17      | 8       | 6       | 3       | 26      | 14      | 17           | 2            | 4            | 11           | 23           | 40           | 34     | 10     | 10     | 14     | 49     | 54     | -5 |
| Coppa di Germania | -     | 3       | 2       | 0       | 1       | 7       | 5       | 1            | 1            | 0            | 0            | 4            | 3            | 4      | 3      | 0      | 1      | 11     | 8      | +3 |
| Totale            | 30    | 20      | 10      | 6       | 4       | 33      | 19      | 18           | 3            | 4            | 11           | 27           | 43           | 38     | 13     | 10     | 15     | 60     | 62     | -2 |

### Andamento in campionato
| Giornata  | 1  | 2  | 3  | 4  | 5  | 6 | 7 | 8 | 9 | 10 | 11 | 12 | 13 | 14 | 15 | 16 | 17 | 18 | 19 | 20 | 21 | 22 | 23 | 24 | 25 | 26 | 27 | 28 | 29 | 30 | 31 | 32 | 33 | 34 |
| --------- | -- | -- | -- | -- | -- | - | - | - | - | -- | -- | -- | -- | -- | -- | -- | -- | -- | -- | -- | -- | -- | -- | -- | -- | -- | -- | -- | -- | -- | -- | -- | -- | -- |
| Luogo     | T  | C  | T  | C  | T  | C | T | C | C | T  | C  | T  | C  | T  | C  | T  | C  | C  | T  | C  | T  | C  | T  | C  | T  | T  | C  | T  | C  | T  | C  | T  | C  | T  |
| Risultato | P  | V  | P  | V  | N  | V | N | V | V | P  | V  | P  | P  | P  | N  | P  | N  | P  | N  | P  | N  | N  | P  | N  | P  | P  | V  | P  | N  | P  | N  | V  | V  | V  |
| Posizione | 17 | 12 | 15 | 10 | 13 | 8 | 7 | 5 | 4 | 6  | 3  | 5  | 8  | 9  | 10 | 12 | 11 | 12 | 12 | 13 | 11 | 12 | 14 | 13 | 13 | 13 | 13 | 15 | 15 | 15 | 16 | 14 | 12 | 11 |

Legenda:

Luogo: C = Casa; T = Trasferta. Risultato: V = Vittoria; N = Pareggio; P = Sconfitta.

### Statistiche dei giocatori
| Giocatore      | Bundesliga | Bundesliga | Bundesliga  | Bundesliga | Coppa di Germania | Coppa di Germania | Coppa di Germania | Coppa di Germania | Totale   | Totale | Totale      | Totale     |
| Giocatore      | Presenze   | Reti       | Ammonizioni | Espulsioni | Presenze          | Reti              | Ammonizioni       | Espulsioni        | Presenze | Reti   | Ammonizioni | Espulsioni |
| -------------- | ---------- | ---------- | ----------- | ---------- | ----------------- | ----------------- | ----------------- | ----------------- | -------- | ------ | ----------- | ---------- |
| T. Allofs      | 31         | 16         | 3           | 0          | 4                 | 2                 | 0                 | 0                 | 35       | 18     | 3           | 0          |
| G. Bold        | 5          | 0          | 1           | 0          | 1                 | 0                 | 0                 | 0                 | 6        | 0      | 1           | 0          |
| A. Brehme      | 31         | 8          | 7           | 0          | 4                 | 2                 | 0                 | 0                 | 35       | 10     | 7           | 0          |
| M. Dusek       | 29         | 2          | 2           | 0          | 3                 | 0                 | 1                 | 0                 | 32       | 2      | 3           | 0          |
| G. Ehrmann     | 30         | 0          | 0           | 0          | 4                 | 0                 | 1                 | 0                 | 34       | 0      | 1           | 0          |
| N. Eilenfeldt  | 25         | 1          | 0           | 0          | 3                 | 0                 | 0                 | 0                 | 28       | 1      | 0           | 0          |
| R. Geye        | 33         | 2          | 2           | 0          | 4                 | 0                 | 0                 | 0                 | 37       | 2      | 2           | 0          |
| T. Graf        | 5          | 0          | 0           | 0          | 0                 | 0                 | 0                 | 0                 | 5        | 0      | 0           | 0          |
| H. Hoos        | 8          | 1          | 0           | 0          | 0                 | 0                 | 0                 | 0                 | 8        | 1      | 0           | 0          |
| B. Hübner      | 0          | 0          | 0           | 0          | 0                 | 0                 | 0                 | 0                 | 0        | 0      | 0           | 0          |
| D. Kitzmann    | 8          | 0          | 0           | 0          | 1                 | 0                 | 0                 | 0                 | 9        | 0      | 0           | 0          |
| K. Lang        | 0          | 0          | 0           | 0          | 0                 | 0                 | 0                 | 0                 | 0        | 0      | 0           | 0          |
| T. Löchelt     | 14         | 0          | 0           | 0          | 2                 | 0                 | 0                 | 0                 | 16       | 0      | 0           | 0          |
| S. Majewski    | 22         | 0          | 4           | 0          | 3                 | 0                 | 0                 | 0                 | 25       | 0      | 4           | 0          |
| W. Melzer      | 24         | 5          | 1           | 0          | 3                 | 0                 | 1                 | 0                 | 27       | 5      | 2           | 0          |
| P. Mohr        | 3          | 0          | 0           | 0          | 1                 | 0                 | 0                 | 0                 | 4        | 0      | 0           | 0          |
| H. Moser       | 29         | 1          | 3           | 1          | 4                 | 1                 | 0                 | 0                 | 33       | 2      | 3           | 1          |
| A. Roos        | 12         | 0          | 0           | 0          | 1                 | 1                 | 0                 | 0                 | 13       | 1      | 0           | 0          |
| M. Schupp      | 31         | 2          | 6           | 0          | 4                 | 0                 | 0                 | 0                 | 35       | 2      | 6           | 0          |
| M. Serr        | 0          | 0          | 0           | 0          | 0                 | 0                 | 0                 | 0                 | 0        | 0      | 0           | 0          |
| L. Spielberger | 12         | 1          | 2           | 0          | 2                 | 1                 | 0                 | 0                 | 14       | 2      | 2           | 0          |
| D. Strich      | 0          | 0          | 0           | 0          | 0                 | 0                 | 0                 | 0                 | 0        | 0      | 0           | 0          |
| D. Trunk       | 23         | 7          | 8           | 0          | 3                 | 1                 | 0                 | 0                 | 26       | 8      | 8           | 0          |
| W. Wolf        | 32         | 0          | 6           | 0          | 3                 | 2                 | 0                 | 0                 | 35       | 2      | 6           | 0          |
| W. Wuttke      | 18         | 3          | 5           | 0          | 2                 | 1                 | 0                 | 0                 | 20       | 4      | 5           | 0          |